# Mały Chocz
 Mały Chocz (słow. Malý Choč, 1465 m) – szczyt w Grupie Wielkiego Chocza w słowackich Górach Choczańskich. Znajduje po południowej stronie Wielkiego Chocza (Veľký Choč, 1608 m), oddzielony od niego przełęczą Vráca (1422 m).
W kierunku południowo-wschodnim ciągnie się od szczytu Małego Chocza do Magury Turickiej grzbiet górski tworzący orograficznie lewe ograniczenie doliny potoku Turík, a po wschodniej stronie Małego Chocza ma swoje źródła Žimerovský potok.
Mały Chocz budują w większej części szare, warstwowane dolomity tzw. ramsauskie, a lokalnie, we wschodnich partiach, ciemnoszare, żyłkowane, gruboławicowe wapienie tzw. gutensteinskie, pochodzące ze środkowego triasu, zaliczane do płaszczowiny choczańskiej.
Szczyt jest całkowicie zalesiony, ale od południowej strony w jego szczytowych partiach znajdują się wapienne urwiska, ściany i turniczki.
Cały masyw Małego Chocza znajduje się w granicach ścisłego rezerwatu przyrody Choč. Przez szczyt nie prowadzi żaden znakowany szlak turystyczny.